# Drepanopses
Drepanopses là một chi bướm đêm thuộc họ Erebidae.